# Personnages des 100
 (mars 2023).
Si vous disposez d'ouvrages ou d'articles de référence ou si vous connaissez des sites web de qualité traitant du thème abordé ici, merci de compléter l'article en donnant les références utiles à sa vérifiabilité et en les liant à la section « Notes et références ».
En pratique : Quelles sources sont attendues ? Comment ajouter mes sources ?

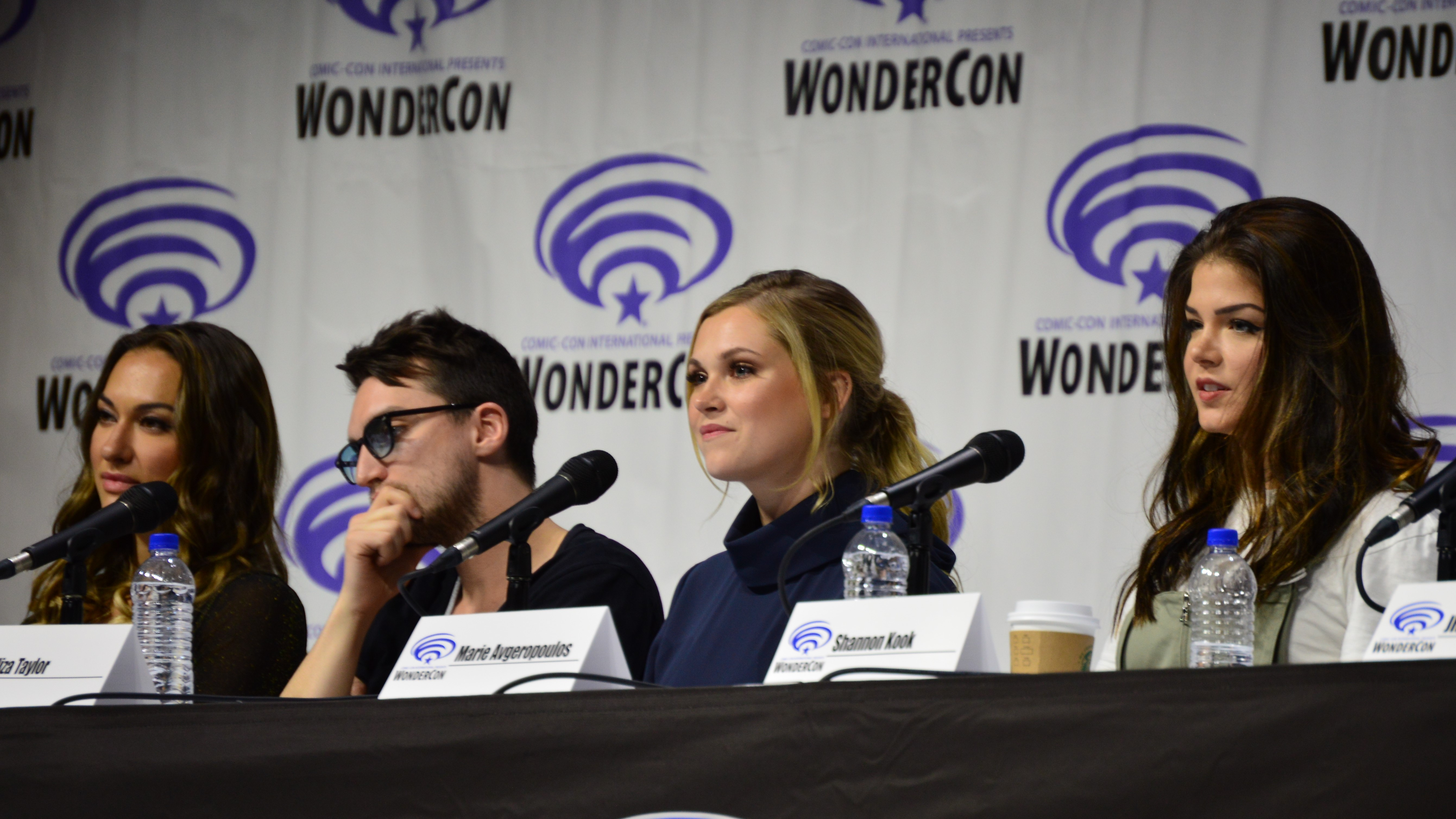
Acteurs de la série Les 100 à la WonderCon 2019.

Cet article présente les personnages de la série télévisée américaine The 100.

## Personnages principaux
| Acteur              | Personnage          | Saisons    | Saisons    | Saisons    | Saisons    | Saisons    | Saisons    | Saisons    |
| Acteur              | Personnage          | 1          | 2          | 3          | 4          | 5          | 6          | 7          |
| ------------------- | ------------------- | ---------- | ---------- | ---------- | ---------- | ---------- | ---------- | ---------- |
| Eliza Taylor-Cotter | Clarke Griffin      | Principale | Principale | Principale | Principale | Principale | Principale | Principale |
| Paige Turco         | Abigail Griffin     | Principale | Principale | Principale | Principale | Principale | Principale | Invitée    |
| Thomas McDonell     | Finn Collins        | Principal  | Principal  | Invité     |            |            |            |            |
| Bob Morley          | Bellamy Blake       | Principal  | Principal  | Principal  | Principal  | Principal  | Principal  | Principal  |
| Marie Avgeropoulos  | Octavia Blake       | Principale | Principale | Principale | Principale | Principale | Principale | Principale |
| Eli Goree           | Wells Jaha          | Principal  | Invité     | Invité     | Invité     |            |            |            |
| Devon Bostick       | Jasper Jordan       | Principal  | Principal  | Principal  | Principal  |            |            |            |
| Christopher Larkin  | Monty Green         | Principal  | Principal  | Principal  | Principal  | Principal  | Invité     |            |
| Isaiah Washington   | Thelonious Jaha     | Principal  | Principal  | Principal  | Principal  | Principal  |            |            |
| Henry Ian Cusick    | Marcus Kane         | Principal  | Principal  | Principal  | Principal  | Principal  | Principal  |            |
| Kelly Hu            | Callie Cartwig      | Principale |            |            |            |            |            |            |
| Lindsey Morgan      | Raven Reyes         | Récurrente | Principale | Principale | Principale | Principale | Principale | Principale |
| Ricky Whittle       | Lincoln             | Récurrent  | Principal  | Principal  | Invité     |            |            |            |
| Richard Harmon      | John Murphy         | Récurrent  | Récurrent  | Principal  | Principal  | Principal  | Principal  | Principal  |
| Tasya Teles         | Echo                |            | Invitée    | Invitée    | Récurrente | Principale | Principale | Principale |
| Zach McGowan        | Roan                |            |            | Récurrent  | Principal  |            |            | Invité     |
| Shannon Kook-Chun   | Jordan Green        |            |            |            |            | Invité     | Principal  | Principal  |
| J. R. Bourne        | Russell Lightbourne |            |            |            |            |            | Récurrent  | Principal  |
| Chuku Modu          | Gabriel Santiago    |            |            |            |            |            | Récurrent  | Principal  |
| Shelby Flannery     | Hope Diyoza         |            |            |            |            |            | Invitée    | Principale |

| Acteur              | Personnage                      | Nombre d'Épisodes | Nombre d'Épisodes | Nombre d'Épisodes | Nombre d'Épisodes | Nombre d'Épisodes | Nombre d'Épisodes | Nombre d'Épisodes |                       |
| Acteur              | Personnage                      | S1                | S2                | S3                | S4                | S5                | S6                | S7                | Total par personnages |
| ------------------- | ------------------------------- | ----------------- | ----------------- | ----------------- | ----------------- | ----------------- | ----------------- | ----------------- | --------------------- |
| Eliza Taylor-Cotter | Clarke Griffin                  | 13                | 16                | 15                | 13                | 13                | 13                | 13                | 96                    |
| Marie Avgeropoulos  | Octavia Blake                   | 13                | 16                | 15                | 12                | 12                | 13                | 14                | 95                    |
| Bob Morley          | Bellamy Blake                   | 13                | 16                | 15                | 13                | 12                | 13                | 6                 | 88                    |
| Lindsey Morgan      | Raven Reyes                     | 11                | 12                | 11                | 11                | 10                | 10                | 12                | 77                    |
| Richard Harmon      | Jonathan Murphy                 | 8                 | 11                | 12                | 10                | 10                | 10                | 12                | 73                    |
| Paige Turco         | Abigail Griffin                 | 10                | 12                | 11                | 10                | 10                | 10                | 1                 | 64                    |
| Henry Ian Cusick    | Marcus Kane                     | 10                | 12                | 12                | 11                | 10                | 3                 |                   | 58                    |
| Christopher Larkin  | Monty Green                     | 8                 | 11                | 12                | 10                | 10                | 2                 |                   | 53                    |
| Tasya Teles         | Echo                            |                   | 2                 | 1                 | 9                 | 10                | 10                | 13                | 46                    |
| Isaiah Washington   | Thelonious Jaha                 | 10                | 11                | 12                | 10                | 1                 |                   |                   | 44                    |
| Devon Bostick       | Jasper Jordan                   | 10                | 12                | 12                | 7                 |                   |                   |                   | 41                    |
| Ricky Whittle       | Lincoln                         | 8                 | 13                | 7                 | 1                 |                   |                   |                   | 29                    |
| Thomas McDonell     | Finn Collins                    | 13                | 9                 | 1                 |                   |                   |                   |                   | 23                    |
| J. R. Bourne        | Russell Lightbourne / Sheidheda |                   |                   |                   |                   |                   | 10                | 12                | 22                    |
| Shannon Kook-Chun   | Jordan Green                    |                   |                   |                   |                   | 1                 | 7                 | 11                | 19                    |
| Chuku Modu          | Gabriel Santiago                |                   |                   |                   |                   |                   | 7                 | 12                | 19                    |
| Zach McGowan        | Roan                            |                   |                   | 6                 | 10                |                   |                   | 1                 | 17                    |
| Shelby Flannery     | Hope Diyoza                     |                   |                   |                   |                   |                   | 1                 | 12                | 13                    |
| Eli Goree           | Wells Jaha                      | 4                 | 1                 | 1                 | 1                 |                   |                   |                   | 7                     |
| Kelly Hu            | Callie Cartwig                  | 1                 |                   |                   |                   |                   |                   |                   | 1                     |
| Total par saisons   | Total par saisons               | 13                | 16                | 16                | 13                | 13                | 13                | 16                | 100                   |

### Clarke Griffin
Clarke Griffin (principale saisons 1 à 7), interprétée par Eliza Taylor, est la fille d'Abigail Griffin et Jake Griffin . Elle est le leader efficace des 100 la plupart du temps. Elle fut emprisonnée en tant qu'accessoire aux crimes de son père après avoir tenté d'informer leur peuple que l'Arche était en train de mourir , elle fit envoyer sur Terre parmi les 100 . Sur le terrain, elle essaie d'assurer la survie des 100 en aidant dans l'acquisition de nourriture et de ressources, elle est également continuellement leur principal médecin avant que sa mère et les autres membres du personnel médical ne les rejoignent sur Terre. Elle est bienveillante envers les 100 , elle essaie de maintenir la paix et l’ordre , mais elle ne renonce pas à combattre ou à tuer afin de protéger son peuple s'il n'y a pas d'autres options. Clarke possède des qualités de leadership naturel avec l'aide (et très tôt, l'opposition) de Bellamy . Mais ils apprennent à s'apprécier. Clarke se voit dans l’obligation de tuer toute la population des Mountain Men pour sauver ses compatriotes Sky People , elle devient connue sous le nom de Wanheda (littéralement "Commandante de la mort"). Les actes qu'elle a été contrainte de commettre pour survivre et protéger son peuple ne la feront que progressé mentalement, devant son peuple elle devient une héroïne. Mais personnellement troublée dans la série, alors qu'elle continue de lutter pour réunifier l'humanité en maintenant la paix difficile entre les Skaikru, certains des Natifs, et entre les groupes de son propre peuple, Bellamy déraille ce qui forcera Clarke à le faire revenir dans le droit chemin.  Clarke tombera amoureuse de la commandante des Natifs, Lexa, elles se mettront donc ensemble lors de la saison 3. Mais la mort de cette dernière causera un choc à Clarke. Elle reste seule à l'extérieur après le Praimfaya. En effet elle n'a pas pu monter dans le vaisseau prévu pour elle où Bellamy, Echo,Raven, Monty, Harper, Emory et Murphy ont survécu pendant 6 ans. Clarke survit dans une clairière ayant échappé au Praimfaya, c'est là qu'elle rencontre Madi une enfant native avec qui elle va vivre pendant 6 ans, seules ensemble, elle va  considérer Madi comme sa propre fille. Après les retrouvailles entre Clarke et les Wonkru, elle va devoir affronter des prisonniers de retour sur terre 150 ans après leur départ, dont Diyoza est la cheffe , en fin de saison 5 la Terre fut détruite .  Dans la sixième saison, sur Sanctum, le corps de Clarke est possédé par la conscience de Josephine Lightbourne, mais Clarke elle-même survit à un essuyage de l'esprit en raison d'un reste d'A.L.I.E. . Joséphine cède plus tard le contrôle à Clarke pour échapper à une décapitation, bien que les deux continuent de partager son corps. Après que Joséphine a réussi à rester à l'intérieur du corps de Clarke même après le retrait de Contrôleur mental d'A.L.I.E, Clarke détruit définitivement la conscience de Joséphine grâce à Bellamy et reprend le contrôle permanent et total de son corps. Peu de temps après, Clarke perd sa mère Abby forcé par Russel Lightbourne de  devenir la nouvelle hôte de la mère de Joséphine, Simone. Clarke est ensuite forcée d'expulser Simone et tout ce qui reste d'Abby dans l'espace pour se défendre. De plus sa fille adoptive Madi devenue possédée par le Dark Commander, Clarke la sauve de justesse en retirant et détruisant la flamme.

### Bellamy Blake
Bellamy Blake (principal saisons 1 à 7) est le deuxième personnage le plus important. Au tout début de la série, il tire sur le Chancelier Thelonious Jaha puis s'infiltre dans le vaisseau amenant les 100 sur Terre. C’est également le frère d’Octavia Blake. [SPOILER] Et Il est aussi le meilleur ami de Clarke Griffin. Il meurt à la fin de la saison 7, tué par sa meilleure amie, Clarke.

### Octavia Blake
Octavia Blake (principale saisons 1 à 7) est le troisième personnage le plus important , elle est la sœur de Bellamy Blake. Elle fait partie des 100 prisonniers envoyés sur Terre. Lorsqu'elle se fait capturer par Lincoln, pour la protéger des autres natifs, elle tombera amoureuse de lui.

### Raven Reyes
Raven Reyes (récurrente saison 1, principale saisons 2 à 7) est une mécanicienne de l'Arche ainsi que la petite-amie de Finn. Elle est sans doute l'un des personnages les plus forts mentalement et qui ne lâche jamais l'affaire, malgré ses nombreuses souffrances. Elle a permis au 100 de rester vivants grâce à son intelligence qui les a sauvés de nombreuses fois. Asma Joseph

### John Murphy
Jonathan "John" Murphy (récurrent saisons 1 et 2, principal saisons 3 à 7) est un des 100 prisonniers envoyés sur Terre. Il devient d'abord le second de Bellamy avant d'être banni du camp pour avoir provoqué le suicide de Charlotte qui a tué Wells, ce pour quoi il a été pendu à tort. Il est capturé et torturé par les Grounders avant qu'ils ne le laissent s'échapper. Il retourne au camp mais sans le savoir Il est infecté par la fièvre hémorragique, la propageant à de nombreux délinquants. Il tue Connor et Myles pour leur participation à la tentative de pendaison. Il essaie également de pendre Bellamy et tire sur Raven avant de s'échapper du camp et d'être repris par les Grounders. Dans la saison deux Il retourne au camp pour rejoindre Finn à la recherche de Clarke et des autres disparus. Alors que Finn massacre 18 villageois, Murphy tente sans succès de l'arrêter. il part à la cité des lumières avec jaha et rencontre Émori. Libéré du bunker où il fut enfermé par inadvertance pendant 86 jours, il fut ensuite à nouveau fait prisonnier et torturé par les Natifs. Faisant plus tard un pacte pour défaire A.L.I.E, il aide Clarke à rester en vie alors qu'elle essayait de détruire la Cité des Lumières et A.L.I.E. Plus tard, en compagnie de Emori, il guide une expédition jusqu'à l'Île de Becca où il reste quelque temps. Alors que le Praimfaya approche, n'étant pas sûrs d'obtenir des places dans le Bunker, Il remonte dans l'espace avec Bellamy, Raven, Monty, Harper, Echo et Emory et vie dans l'anneau de l'Ark pendant 6 ans. Il retourne sur Terre. Après plusieurs rixes entre le Wonkru et les prisonniers d'Eligius, Murphy est gravement blessé mais réussit cependant à atteindre Eligius IV avant que la bombe lancée par Paxton n’anéantisse la dernière vallée habitable de la Terre. Après avoir passé 125 ans en cryogénisation, Il fait partie de la première équipe à mettre le pied sur la lune Alpha. Après avoir vu la mort de près, il est séduit par l'immortalité que les Primes lui propose et rejoint leur camp. Il finit cependant par changer d'avis et retourne du côté de ses amis.

### Abigail Griffin
Abigail "Abby" Griffin (principale saisons 1 à 6) est la mère de Clarke ainsi que médecin et membre du conseil .
Arriver sur Terre elle aura du mal à accepter que Clarke sa fille devienne peu à peu un adulte .
Lors de la saison 3 elle tombe amoureuse de Marcus Kane

### Marcus Kane
Marcus Kane (principal saisons 1 à 6) est le vice-Chancelier de l'Arche. Bien que lors de la saison 1 ce personnage ne soit pas très apprécié, il se montrera loyal et protecteur envers son peuple lors de son arrivée sur Terre . 
Il veut maintenir une sorte de paix avec les Natifs pour que son peuple soi en sécurité .

### Monty Green
Monty Green (principal saisons 1 à 5, invite saison 6) interprété par Christopher Larkin, est un adolescent intelligent et averti en technologie qui est un atout précieux pour les adolescents sur Terre en raison de ses connaissances pharmaceutiques et d'ingénierie. Lui et Jasper ont été arrêtés pour fabrication de substances illégales. Il est le meilleur ami de Jasper et fait partie des 48 détenus à Mount Weather; il finit par s'échapper et retrouve sa mère lors de la troisième saison. Il essaie d'aider Jasper à se remettre des événements traumatisants de Mount Weather. Il finit par faire partie de la cause du chancelier Pike après que son ami Monroe ait été tué par les Natifs. Dans le processus, il fait mettre Marcus Kane en prison et Lincoln est tué. Il trahit finalement sa mère et Pike en aidant Kane, Octavia, Harper, Miller et Sinclair à s'échapper en nourrissant d'informations erronées les gardes d'Arkadia et en les distrayant. Monty est obligé de tuer sa mère qui avait pris la clé de A.L.I.E. après qu'elle a presque tué Octavia. Dans Monty a des relations sexuelles avec Harper à Arkadia, et est obligé de supprimer et essentiellement tuer sa mère pour la deuxième fois en effaçant sa mémoire de la ville lumière. Dans la quatrième saison, il a l'idée de protéger son peuple en protégeant Arkadia avec un générateur d'hydrogène et recrute Bellamy, Harper et Miller pour se le procurer. Quand ils le font, ils l'explosent pour sauver les esclaves capturés par les Azgeda. Là, il apprend que le chef a tué son père et, au lieu que Monty le tue lui-même, il permet aux esclaves de se venger en les libérant. Après avoir réalisé que Harper avait choisi de rester à Arkadia, il décide de rester avec elle jusqu'à ce qu'elle change d'avis; elle est finalement convaincue et ils recherchent plus de personnes à recruter. Dans la cinquième saison, il est toujours avec Harper mais se sent coupable d'avoir tué sa mère et d'avoir laissé Jasper se suicider. À la fin de la saison, il est révélé qu'il est décédé avec Harper après avoir vieilli ensemble et élevé son fils, Jordan. 125 ans après leur entrée dans le sommeil cryogénique, les survivants de la Terre sont accueillis par Jordan, qui leur montre les journaux vidéo de Monty, qui révèlent que la Terre est complètement inhabitable, mais que Monty leur avait trouvé une nouvelle planète habitable sur laquelle vivre. Dans la sixième saison, bien qu'il soit mort, Monty revient comme une manifestation de l'esprit de Clarke. Monty apparaît alors que Clarke abandonne le combat pour l'encourager à continuer et aide Clarke à accéder à la mémoire la plus traumatisante de Joséphine dans un effort pour reprendre un certain contrôle sur le corps de Clarke.

### Thelonius Jaha
Thelonius Jaha (principal saisons 1 à 5) interprété par Isaiah Washington, il est communément appelé "Jaha".  C'est le père de Wells et l'ancien chancelier de l'Arche. Jaha, avec Marcus, étaient les meilleurs amis de Jake Griffin et de sa famille. Cependant, son amitié et celle de Marcus avec les Griffins se détériorent après la mort de Jake et l'arrestation subséquente de Clarke, mais il parvient à maintenir son amitié avec Abby. Il perd son pouvoir sur Terre alors qu'il se heurte à Abby et Marcus à propos de leurs vues sur les Natifs en plus de la destination non confirmée, la "Ville Lumière". Avec Murphy, il dirige un petit groupe de ses partisans du camp Jaha pour trouver la ville. Après avoir découvert A.L.I.E., l'intelligence artificielle qui contrôle la ville lumière, Jaha est devenu le chef délégué du culte de A.L.I.E., manipulant les autres pour les rejoindre afin d'échapper à la douleur de la vie quotidienne. Jaha ne se soucie pas des effets secondaires même lorsqu'il est présenté avec des preuves claires que la ville de la lumière efface même de bons souvenirs pour épargner aux utilisateurs de la douleur psychologique. Jaha ayant perdu toute mémoire de son fils, amène  Abby à se rendre compte que quelque chose ne va pas avec lui. Il est libéré de A.L.I.E. après sa défaite. Il se culpabilise après avoir vu toutes les victimes à Polis, surtout parce qu'il a donné à tout le monde une puce. Dans la quatrième saison, il aide Clarke à être un leader pour son peuple, en suggérant de trouver un abri dans un bunker perdu, pour découvrir qu'il ne pouvait pas résister aux radiations. Jaha dit à tout le monde que s'ils veulent survivre à la deuxième explosion nucléaire, ils doivent gagner un choix de loterie pour s'assurer qu'ils seront sur cette liste. Il finit par réaliser que le bunker était un leurre et le vrai est à Polis, la capitale Natifs, alors il décide de recruter Gaia pour ce qu'elle sait du symbole sur le jeton et apprend finalement que c'est une clé pour ouvrir le bunker . Il finit par le trouver et l'ouvre avec succès. Il prend un enfant après avoir promis à son père de s'occuper de lui. Enfermé dans le bunker, il est poignardé par un guerrier Azgeda et meurt devant Kane, Abby et Octavia.

### Jasper Jordan
Jasper Jordan (principal saisons 1 à 4), interprété par Devon Bostick est un chimiste maladroit et geek. Il est le meilleur ami de Monty. Après sa capture et son sauvetage des mains des natifs, il devient traumatisé par son expérience de mort imminente qu'il a du mal à surmonter. Au début de la série, il a le béguin pour Octavia, lui sauvant même la vie lors d'une attaque animale, mais elle offre son amitié en retour à la place. Il était l'un des artilleurs du camp des délinquants et fait partie des 48 détenus à Mount Weather, et devient le chef par intérim de ses survivants en l'absence de Clarke et de Bellamy. Plus tard, Jasper s'implique amoureusement avec une résidente de Mount Weather, Maya. Cette dernière meure comme tous les autres habitants originels du Mount Weather en respirant de l'air extérieur contenants des radiations mortelles pour ces derniers . Dans la douleur, Jasper devient un alcoolique et il est dégoûté que son propre peuple vole le mont Weather après la guerre avec ses habitants et déteste Clarke qui a causé la mort de Maya et des habitants du Mont Weather. Monty et Octavia ont du mal à aider Jasper à faire face à sa perte, mais bien que Jasper ait été brièvement tenté par les puces de la ville lumière, quand il s'est rendu compte qu'elles effaçaient tous les bons souvenirs liés à des sujets douloureux, il a refusé d'en prendre une, et même de faire sortir Raven du camp Jaha pour l'emmener à Clarke ainsi que d'autres évadés pour enlever la puce. Il est révélé qu'il a été infecté alors qu'il se trouvait sur la plate-forme pétrolière de Luna et se retourne contre les 100 sous le commandement de A.L.I.E. Il est libéré de son contrôle une fois qu'elle est vaincue. Dans la quatrième saison, il tente de se suicider uniquement pour Raven, pour lui dire qu'ils n'ont que six mois à vivre. Il finit par se suicider en restant à Arkadia et en prenant une surdose de noix hallucinogènes, convaincant plusieurs autres personnes de le rejoindre. Monty tente de sauver Jasper à l'approche de la vague de mort, mais ne peut être qu'à ses côtés lorsqu'il meurt. Dans la cinquième saison, Clarke récupère les lunettes et la note de suicide de Jasper dans les ruines d'Arkadia et Monty apprend que Jasper avait l'intention de se suicider depuis sa sortie de la ville lumière et croyait qu'ils ruinaient tout autour d'eux. Monty et Harper nomment plus tard leur fils Jordan Jasper Green en l'honneur de Jasper.

### Echo kom Azgeda
Echo (invitée saisons 2 et 3, récurrente saison 4, principale saison 5 à 7) est une prisonnière de Mont Weather rencontrée par Bellamy. Elle fait partie des Azgeda. Elle devient une des personnages principaux quand elle remonte dans l'espace avec Bellamy, Raven, Monty, Harper, Emory et Murphy et elle tombe amoureuse de Bellamy.On découvre dans une saison qu’elle s’appelle en réalité Ash.

### Lincoln
Lincoln (récurrent saison 1, principal saisons 2 et 3, invité saison 4) interprété par Ricky Whittle,  était un guerrier Trikru qui soigna Octavia après une mauvaise chute. Après cela, leur relation évolua et ils développèrent des sentiments amoureux l'un envers l'autre. Lincoln aida les 100 à plusieurs reprises, l'amenant à être considéré comme un traître par son peuple. Plus tard, il fut capturé par le Mont Weather, et devint, contre son gré, un Démon. Mais, avec l'aide des délinquants et d'Octavia, il fut sauvé et réussit à surmonter son addiction à la drogue. Après la défaite du Mont Weather, Lincoln résida à Arkadia, le Commandant ayant mis sa tête à prix. Après que Charles Pike est devenu le nouveau Chancelier, il fut enfermé, Pike voyant tous les Natifs comme des ennemis du Peuple du Ciel. Le Chancelier ordonna son exécution et celle de Kane et Sinclair. Ces derniers s'enfuirent, mais Lincoln resta lorsque Pike menaça de tuer les autres Natifs prisonniers. Le Chancelier l'exécuta d'une balle dans la tête et laissa son corps dans la boue devant les yeux d'Octavia qui l'observait de plus loin en criant et en pleurant. Plus tard, Octavia retourna à Arkadia et lui donna des funérailles dignes d'un Trikru. Lincoln fut vengé quand Octavia tua Pike, dans Perversion de l'Instanciation, Part 2, après la défaite d'Allie.

### Finn Collins
Finn Collins (principal saisons 1 et 2, invité saison 3) interprété par Thomas McDonell, est un adolescent attentionné qui est toujours à la recherche de plaisir et d'une solution pacifique. Il est plus intéressé à aider les autres qu'à rechercher la vengeance. Il a été arrêté pour avoir été dans l'espace et avoir gaspillé l'approvisionnement limité en oxygène de l'Arche, il sera surnommé ''Spacewalker''.Cependant il a été révélé qu'il était innocent et avait pris la chute de Raven, sa petite amie, pour s'assurer qu'elle ne gâchait pas sa carrière d'ingénieur. À l'origine de l'intérêt amoureux de Clarke, la relation de Finn avec Clarke commence à s'effondrer lorsqu'elle découvre sa relation avec Raven. Ses romances avec les deux filles se terminent finalement, mais Finn et Clarke s'aiment toujours, et Raven aime toujours Finn. Au cours de la deuxième saison, sa crainte que Clarke ait été tuée par ses ravisseurs en plus des difficultés qu'il a endurées le rend devenu imprévisible et violent. Il assassine dix-huit Natifs non armés qui, selon lui, avaient pris Clarke en otage, et allait volontiers laisser plusieurs camarades de l'Arche pour morts en faveur de la poursuite de sa recherche. À la suite de ses actions, les Natifs ont exigé des représailles avant d'accepter une trêve entre eux et les Skaikru, ce qui a conduit le commandant Lexa à condamner Finn à mort par mille coupures. Cependant, il a été miséricordieusement tué par Clarke pour empêcher les Natifs de le tuer lentement et douloureusement. Il apparut une dernière fois pendant les hallucinations provoquées par le chagrin de Clarke.

### Roan kom Azgeda
Roan (récurrent saison 3, principal saison 4, invité saison 7) interprété par Zach McGowan,c'est un fugitif des Azgeda qui est tenté par Lexa d'enlever Clarke. Il s'avère être le prince Roan, fils de la reine Nia. Il devient plus tard le roi de la nation des glaces après que Lexa a tué Nia pour avoir tenté de la renverser. Il soutient Ontari en tant que nouveau commandant et tente de retrouver Clarke qui s'est échappé avec la flamme. Roan et Clarke forment plutôt une alliance pour donner à Ontari la flamme pour aider à arrêter A.L.I.E. mais le plan échoue et Roan est abattu par Kane. Il est secouru lorsque Clarke et Abby sortent la balle de sa poitrine. Echo essaie de le convaincre de tuer Clarke pour ses crimes et de garantir sa position de dirigeant des 13 clans. Cependant, Clarke lui donne A.L.I.E. 2.0 dans l'espoir qu'il la laissera vivre avec son peuple pour sauver la planète de l'explosion nucléaire dans 6 mois, ce qu'il accepte. Plus tard, il apprend que Skaikru semble se protéger, mettant ainsi fin à l'alliance. Clarke convainc Roan de partager Arkadia jusqu'à ce qu'il explose. Il participe au défi où chaque tribu envoie un champion se battre pour la position du chef qui décide quelle tribu survit dans le bunker. Il bannit Echo pour avoir tenté de tricher dans le tournoi et refuse de combattre Octavia, qu'il respecte. Finalement, il est tué par la Nightblood Luna, qui le noie. Dans la saison 7, Roan réapparaît à Echo comme une hallucination due à la toxine du soleil rouge lui rappelant ses nombreuses erreurs.

### Russell Lightbourne
Russell Lightbourne (récurrent saison 6 et principal saison 7) est le chef de Sanctum mais aussi avec un membre important des Primes, ceux-ci vénérés comme des divinités de par leur immortalité. Il est le père de Joséphine (la fille qui essaie de rentrer dans le corps de Clarke) et il est le mari de Simone (celle qui a tué Abby pour récupérer son corps). Sheidheda s'est ensuite emparé de son corps comme il l'avait fait pour madi.

### Jordan Green
Jordan Green (invité saison 5 principal saison 6 à 7) est le fils de Monty Green et Harper McIntyre et le filleul de Clarke et Bellamy. Il est également très ami avec Raven. Son deuxième prénom est Jasper, en hommage au meilleur ami de son père.

### Gabriel Santiago
Gabriel Santiago (récurrent saison 6 et principal saison 7) est un membre de Primes, ancien mari de Joséphine la fille de Russel et un ami de ce dernier. Il décide de trahir ces derniers et de créer les enfants de Gabriel dont il devient le chef. Il est alors opposé à la divinité des Primes et à leur immortalité. Il s'intéresse de très près à une pierre qui s'appelle l'anomalie.

### Hope Diyoza
Hope Diyoza (invitée saison 6 et principale saison 7) est la fille de Diyoza, devenue adulte et venant tout droit de l'anomalie, elle parvient à poignarder Octavia.

### Wells Jaha
Wells Jaha (principal saison 1, invité saisons 2 à 4) interprété par Eli Goree, était le meilleur ami d'enfance de Clarke et le fils de Thelonious Jaha, chancelier de l'Arche au début de la série. Il est méprisé par certains des 100 à l'atterrissage au sol à cause de son père. Il a intentionnellement commis un crime en découvrant le lancement imminent des délinquants sur Terre afin de rejoindre le groupe dans l'espoir de protéger Clarke, pour qui il nourrit des sentiments. Clarke croyait que c'était la raison pour laquelle son père était mort, pour découvrir plus tard que sa mère était celle qui avait trahi son père, et Wells a volontairement pris le blâme pour empêcher Clarke de la haïr. Sur le terrain, il est travailleur et réfléchi, se portant volontaire pour creuser des tombes et collecter l'eau de pluie pour aider leur colonie nouvellement établie. C'est sa connaissance experte de la botanique qui a fait de lui un allié précieux pour Clarke, car elle a été chargée en tant que médecin des 100 en raison de son expérience antérieure en tant que fille d'un médecin et avait besoin de médicaments à base de plantes pour traiter les membres malades et blessés de leur communauté. Il a été assassiné par Charlotte dans le troisième épisode, qui voulait se venger de l'exécution par son père de ses parents sur l'Arche. Il apparaît à nouveau dans la deuxième saison, lorsqu'avec de l'hypoxique Thelonious hallucine que Wells est vivant et avec lui sur l'Arche, lorsque tout le monde est parti pour la surface.

### Callie Cartwig
Callie "CeCe" Cartwig (principale saison 1 épisode ) interprété par Kelly Hu, est la meilleure amie d'Abigail Griffin ainsi que l'officier de communication de l'Arche. Callie est vue pour la première fois en train de parler aux gens de l'Arche des 100 qui descendent sur Terre. Elle a dit qu'elle ne pouvait rien confirmer ou nier pour le moment. Lorsque Callie apprend qu'Abigail Griffin va être exécutée, elle s'approche de Marcus Kane pour lui dire qu'il est fou et qu'il ne peut pas tuer tous ceux qui ne sont pas d'accord avec lui. Callie dit qu'Abigail est son amie qui quitte Kane pour répondre qu'il ne peut rien faire pour l'arrêter. Kane et Callie partagent un moment proche. Elle essaie de l'implorer d'accorder l'amnistie à Abby, lui demandant de penser à leur propre relation. Il répond en disant que peu importe ce qu'il ressent, il ne peut pas. Quand il est temps, Callie fond en larmes en marchant avec Abby jusqu'à l'endroit où elle sera exécutée, l'embrassant et refusant de se laisser aller même à la demande des gardes. Abby demande à Callie de surveiller sa fille avant de mourir. Lorsque la porte est sur le point de fermer, le chancelier Thelonious Jaha demande que l'exécution soit immédiatement interrompue. Callie est ravie pour Abigail, capable de tenir à nouveau son amie. Callie meurt hors caméra après seulement un épisode.

## Acteurs récurrents et invités
| Acteur              | Personnage         | Saisons    | Saisons    | Saisons    | Saisons    | Saisons    | Saisons    | Saisons    |
| Acteur              | Personnage         | 1          | 2          | 3          | 4          | 5          | 6          | 7          |
| ------------------- | ------------------ | ---------- | ---------- | ---------- | ---------- | ---------- | ---------- | ---------- |
| Sachin Sahel        | Eric Jackson       | Récurrent  | Récurrent  | Récurrent  | Récurrent  | Récurrent  | Récurrent  | Récurrent  |
| Jarod Joseph        | Nathan Miller      | Récurrent  | Récurrent  | Récurrent  | Récurrent  | Récurrent  | Récurrent  | Récurrent  |
| Alessandro Juliani  | Jacapo Sinclair    | Récurrent  | Récurrent  | Récurrent  | Invité     |            |            |            |
| Katie Stuart        | Zoe Monroe         | Récurrente | Récurrente | Récurrente |            |            |            |            |
| Genevieve Buechner  | Fox                | Récurrente | Récurrente | Invitée    |            |            |            |            |
| Dichen Lachman      | Anya               | Récurrente | Invitée    |            |            |            |            |            |
| Aaron Miko          | John Mbege         | Récurrent  |            | Invité     |            |            |            |            |
| Josh Ssetuba        | Connor             | Récurrente |            |            |            |            |            |            |
| Terri Chen          | Shumway            | Récurrent  |            |            |            |            |            |            |
| Chelsey Reist       | Harper McIntyre    | Invitée    | Récurrente | Récurrente | Récurrente | Récurrente |            |            |
| Keenan Tracey       | Sterling           | Invité     | Récurrent  |            |            |            |            |            |
| Steve Talley        | Kyle Wick          | Invité     | Récurrent  |            |            |            |            |            |
| Joseph Gatt         | Tristan            | Invité     | Invité     |            |            |            |            |            |
| Chris Browning (en) | Jake Griffin       | Invité     |            |            |            |            | Invité     |            |
| Kate Vernon         | Diana Sydney       | Invitée    |            |            |            |            |            |            |
| Adina Porter        | Indra              |            | Récurrente | Récurrente | Récurrente | Récurrente | Récurrente | Récurrente |
| Alycia Debnam-Carey | Lexa               |            | Récurrente | Récurrente |            |            |            | Invitée    |
| Chris Shields       | David Miller       |            | Récurrent  | Invité     | Récurrent  |            |            |            |
| Ty Olsson           | Nyko               |            | Récurrent  | Invité     | Invité     |            |            |            |
| Toby Levins         | Carl Emerson       |            | Récurrent  | Invité     |            |            |            |            |
| Eve Harlow          | Maya Vie           |            | Récurrente |            |            |            |            |            |
| Kendall Cross       | Byrne              |            | Récurrente |            |            |            |            |            |
| Rekha Sharma        | Lorelei Tsing      |            | Récurrente |            |            |            |            |            |
| Raymond J. Barry    | Dante Wallace      |            | Récurrent  |            |            |            |            |            |
| Johnny Whitworth    | Cage Wallace       |            | Récurrent  |            |            |            |            |            |
| Aleks Paunovic      | Gustus             |            | Récurrent  |            |            |            |            |            |
| Luisa D'Oliveira    | Emori              |            | Invitée    | Récurrente | Récurrente | Récurrente | Récurrente | Récurrente |
| Erica Cerra         | A.L.I.E.           |            | Invitée    | Récurrente | Invitée    |            |            |            |
| Mik Byskov          | Otan               |            | Invité     | Invité     |            |            |            |            |
| James Neate         | Chris              |            | Invité     | Invité     |            |            |            |            |
| James Michalopolous | Fio                |            | Invité     |            | Invité     |            |            |            |
| Ian Tracey          | Vincent Vie        |            | Invité     |            |            |            |            |            |
| Michael Beach       | Charles Pike       |            |            | Récurrent  | Invité     |            | Invité     |            |
| Jonathan Whitesell  | Bryan              |            |            | Récurrent  | Invité     |            |            |            |
| Donna Yamamoto      | Hannah Green       |            |            | Récurrente |            |            |            |            |
| Neil Sandilands     | Titus              |            |            | Récurrent  |            |            |            |            |
| Cory Gruter-Andrew  | Aden               |            |            | Récurrent  |            |            |            |            |
| Rhiannon Fish       | Ontari             |            |            | Récurrente |            |            |            |            |
| Jessica Harmon      | Niylah             |            |            | Invitée    | Récurrente | Récurrente | Récurrente | Récurrente |
| Nadia Hilker        | Luna               |            |            | Invitée    | Récurrente |            |            |            |
| Erica Cerra         | Becca              |            |            | Invitée    | Invitée    | Invitée    |            | Invitée    |
| Brenda Strong       | Nia                |            |            | Invitée    |            |            | Invitée    |            |
| Tati Gabrielle      | Gaia               |            |            |            | Récurrente | Récurrente | Récurrente | Récurrente |
| Chai Hansen         | Ilian              |            |            |            | Récurrent  |            |            |            |
| Ben Sullivan        | Riley              |            |            |            | Récurrent  |            |            |            |
| Lola Flanery        | Madi Griffin       |            |            |            | Invitée    | Récurrente | Récurrente | Récurrente |
| John Pyper-Ferguson | Bill Cadogan       |            |            |            | Invité     |            |            | Récurrent  |
| St John Myers       | Ethan Hardy        |            |            |            | Invité     | Récurrent  |            |            |
| Cole Vigue          | Geoff Hardy        |            |            |            | Invité     |            |            |            |
| Ivana Milicevic     | Charmaine Diyoza   |            |            |            |            | Récurrente | Récurrente | Récurrente |
| Jordan Bolger       | Miles Shaw         |            |            |            |            | Récurrent  | Récurrent  |            |
| Barbara Beall       | Brell              |            |            |            |            | Récurrente | Récurrente | Récurrente |
| William Miller (en) | Paxton McCreary    |            |            |            |            | Récurrent  |            |            |
| Kyra Zagorsky       | Kara Cooper        |            |            |            |            | Récurrente |            |            |
| Mike Dopud          | Michael Vinson     |            |            |            |            | Récurrent  |            |            |
| Sean Maguire        | Mr. Lightbourne    |            |            |            |            |            | Invité     | Invité     |
| Bethany Brown       | Jade               |            |            |            |            |            | Récurrent  |            |
| Karen Holness       | Blythe Ann Workman |            |            |            |            |            | Récurrente | Récurrente |
| Dakota Daulby       | Sheidheda          |            |            |            |            |            | Récurrent  | Invité     |
| Lee Majdoub         | Nelson             |            |            |            |            |            | Invité     | Récurrent  |
| Dean Marshall       | Jae Workman        |            |            |            |            |            | Invité     | Récurrent  |
| Chad Rook           | Hatch              |            |            |            |            |            |            | Récurrent  |
| Alaina Huffman      | Nikki              |            |            |            |            |            |            | Récurrente |
| Jason Diaz          | Levitt             |            |            |            |            |            |            | Récurrent  |
| Neal McDonough      | Anders             |            |            |            |            |            |            | Récurrent  |

| Acteur              | Personnage         | Nombre d'Épisodes | Nombre d'Épisodes | Nombre d'Épisodes | Nombre d'Épisodes | Nombre d'Épisodes | Nombre d'Épisodes | Nombre d'Épisodes |                       |
| Acteur              | Personnage         | S1                | S2                | S3                | S4                | S5                | S6                | S7                | Total par personnages |
| Jarod Joseph        | Nathan Miller      | 5                 | 9                 | 12                | 9                 | 11                | 9                 | 11                | 66                    |
| Sachin Sahel        | Eric Jackson       | 7                 | 8                 | 7                 | 8                 | 8                 | 9                 | 12                | 59                    |
| Adina Porter        | Indra              |                   | 12                | 9                 | 8                 | 11                | 3                 | 11                | 54                    |
| Luisa D'Oliveira    | Emori              |                   | 1                 | 6                 | 8                 | 9                 | 7                 | 12                | 43                    |
| Chelsey Reist       | Harper McIntyre    | 3                 | 7                 | 11                | 10                | 10                |                   |                   | 41                    |
| Jessica Harmon      | Niylah             |                   |                   | 3                 | 7                 | 7                 | 6                 | 9                 | 32                    |
| Lola Flanery*       | Madi Griffin       |                   |                   |                   | 1                 | 11                | 10                | 10                | 32                    |
| Tati Gabrielle      | Gaia               |                   |                   |                   | 6                 | 9                 | 8                 | 6                 | 29                    |
| Ivana Milicevic     | Charmaine Diyoza   |                   |                   |                   |                   | 11                | 6                 | 6                 | 23                    |
| Alessandro Juliani  | Jacapo Sinclair    | 7                 | 6                 | 6                 | 1                 |                   |                   |                   | 20                    |
| Alycia Debnam-Carey | Lexa               |                   | 9                 | 7                 |                   |                   |                   | 1                 | 17                    |
| Katie Stuart        | Zoe Monroe         | 4                 | 7                 | 4                 |                   |                   |                   |                   | 15                    |
| Erica Cerra         | A.L.I.E.           |                   | 1                 | 12                | 1                 |                   | 1                 |                   | 15                    |
| Michael Beach       | Charles Pike       |                   |                   | 12                | 1                 |                   | 1                 |                   | 14                    |
| Eve Harlow          | Maya Vie           |                   | 11                |                   |                   |                   | 1                 |                   | 12                    |
| Genevieve Buechner  | Fox                | 5                 | 5                 | 1                 |                   |                   |                   |                   | 11                    |
| Chris Shields       | David Miller       |                   | 4                 | 2                 | 5                 |                   |                   |                   | 11                    |
| Jordan Bolger       | Miles Shaw         |                   |                   |                   |                   | 10                | 1                 |                   | 11                    |
| William Miller (en) | Paxton McCreary    |                   |                   |                   |                   | 11                |                   |                   | 11                    |
| Johnny Whitworth    | Cage Wallace       |                   | 10                |                   |                   |                   |                   |                   | 10                    |
| Toby Levins         | Carl Emerson       |                   | 7                 | 3                 |                   |                   |                   |                   | 10                    |
| Ty Olsson           | Nyko               |                   | 6                 | 2                 | 2                 |                   |                   |                   | 10                    |
| Jonathan Whitesell  | Bryan              |                   |                   | 9                 | 1                 |                   |                   |                   | 10                    |
| John Pyper-Ferguson | Bill Cadogan       |                   |                   |                   | 1                 |                   |                   | 9                 | 10                    |
| Bethany Brown       | Jade               |                   |                   |                   |                   |                   | 10                |                   | 10                    |
| Lee Majdoub         | Nelson             |                   |                   |                   |                   |                   | 3                 | 7                 | 10                    |
| Rekha Sharma        | Lorelei Tsing      |                   | 9                 |                   |                   |                   |                   |                   | 9                     |
| Raymond J. Barry    | Dante Wallace      |                   | 9                 |                   |                   |                   |                   |                   | 9                     |
| Donna Yamamoto      | Hannah Green       |                   |                   | 9                 |                   |                   |                   |                   | 9                     |
| Erica Cerra         | Becca              |                   |                   | 3                 | 2                 | 1                 |                   | 2                 | 8                     |
| Dakota Daulby       | Sheidheda          |                   |                   |                   |                   |                   | 7                 | 1                 | 8                     |
| Kendall Cross       | Byrne              |                   | 8                 |                   |                   |                   |                   |                   | 8                     |
| Kyra Zagorsky       | Kara Cooper        |                   |                   |                   |                   | 8                 |                   |                   | 8                     |
| Alaina Huffman      | Nikki              |                   |                   |                   |                   |                   |                   | 8                 | 8                     |
| Dichen Lachman      | Anya               | 4                 | 3                 |                   |                   |                   |                   |                   | 7                     |
| Keenan Tracey       | Sterling           | 3                 | 4                 |                   |                   |                   |                   |                   | 7                     |
| Rhiannon Fish       | Ontari             |                   |                   | 7                 |                   |                   |                   |                   | 7                     |
| Nadia Hilker        | Luna               |                   |                   | 2                 | 5                 |                   |                   |                   | 7                     |
| Chai Hansen         | Ilian              |                   |                   |                   | 7                 |                   |                   |                   | 7                     |
| Barbara Beall       | Brell              |                   |                   |                   |                   | 7                 |                   |                   | 7                     |
| Jason Diaz          | Levitt             |                   |                   |                   |                   |                   |                   | 7                 | 7                     |
| Aaron Miko          | John Mbege         | 5                 |                   | 1                 |                   |                   |                   |                   | 6                     |
| Neil Sandilands     | Titus              |                   |                   | 6                 |                   |                   |                   |                   | 6                     |
| Ben Sullivan        | Riley              |                   |                   |                   | 6                 |                   |                   |                   | 6                     |
| Josh Ssetuba        | Connor             | 5                 |                   |                   |                   |                   |                   |                   | 5                     |
| Steve Talley        | Kyle Wick          | 1                 | 4                 |                   |                   |                   |                   |                   | 5                     |
| St John Myers**     | Ethan Hardy        |                   |                   |                   | 1                 | 4                 |                   |                   | 5                     |
| Mike Dopud          | Michael Vinson     |                   |                   |                   |                   | 5                 |                   |                   | 5                     |
| Karen Holness       | Blythe Ann Workman |                   |                   |                   |                   |                   | 3                 | 2                 | 5                     |
| Neal McDonough      | Anders             |                   |                   |                   |                   |                   |                   | 5                 | 5                     |
| Terri Chen          | Shumway            | 4                 |                   |                   |                   |                   |                   |                   | 4                     |
| Aleks Paunovic      | Gustus             |                   | 4                 |                   |                   |                   |                   |                   | 4                     |
| James Michalopolous | Fio                |                   | 2                 |                   | 2                 |                   |                   |                   | 4                     |
| Cory Gruter-Andrews | Aden               |                   |                   | 4                 |                   |                   |                   |                   | 4                     |
| Chris Browning (en) | Jake Griffin       | 3                 |                   |                   |                   |                   | 1                 |                   | 4                     |
| Brenda Strong       | Nia                |                   |                   | 3                 |                   |                   | 1                 |                   | 4                     |
| Dean Marshall       | Jae Workman        |                   |                   |                   |                   |                   | 2                 | 2                 | 4                     |
| Chad Rook           | Hatch              |                   |                   |                   |                   |                   |                   | 4                 | 4                     |
| Kate Vernon         | Diana Sydney       | 3                 |                   |                   |                   |                   |                   |                   | 3                     |
| Joseph Gatt         | Tristan            | 2                 | 1                 |                   |                   |                   |                   |                   | 3                     |
| Ian Tracey          | Vincent Vie        |                   | 3                 |                   |                   |                   |                   |                   | 3                     |
| Mik Byskov          | Otan               |                   | 1                 | 2                 |                   |                   |                   |                   | 3                     |
| James Neate         | Chris              |                   | 1                 | 2                 |                   |                   |                   |                   | 3                     |
| Cole Vigue          | Geoff Hardy        |                   |                   |                   | 3                 |                   |                   |                   | 3                     |
| Sean Maguire        | Mr. Lightbourne    |                   |                   |                   |                   |                   | 2                 | 1                 | 3                     |
| Total par saisons   | Total par saisons  | 13                | 16                | 16                | 13                | 13                | 13                | 16                | 100                   |

- * Madi Griffin était jouée par Imogen Tear dans la saison 4 et Lina Renna dans le flashback du premier épisode de la saison 5.
- ** Ethan Hardy était joué par Beckham Skodje dans la saison 4 et dans le flashback du deuxième épisode de la saison 5.